# Capricho Awards 2017
O Capricho Awards 2017 foi a 16ª edição da premiação da revista Capricho,  prêmio que reconhece aos melhores da geração Y nas áreas de música, televisão e internet. A lista de indicados foi revelada no site da Capricho no dia 22 de abril de 2018 e a lista de vencedores no dia 18 de abril de 2018. A votação recebeu mais de 750 mil votos, a maior vencedora da edição foi Anitta.  

## Vencedores
Web
- Influencer do Ano: Maisa Silva
- Revelação: Valentina Schulz
- DIY: Jessika Taynara
- Vida Real: Maisa Silva
- Gamer: Bibi Tatto
- Humor: Lucas Rangel
- Comidinhas: Valentina Schulz
- Moda: Tatá Estaniecki
- Beleza: Kim RosaCuca
- Música: Luísa Sonza

Música
- Melhor Clipe Internacional: Havana, Camila Cabello
- Melhor Clipe Nacional: Vai Malandra, Anitta, Mc Zaac, Maejor ft. Tropkillaz & DJ Yuri Martins
- Grupo/Dupla Internacional: Little Mix
- Grupo/Dupla Nacional: Simone & Simaria
- Melhor Hit com Anitta: Vai Malandra, Anitta, Mc Zaac, Maejor ft. Tropkillaz & DJ Yuri Martins
- Artista Nacional: Anitta
- Artista Internacional: Ed Sheeran
- Revelação Internacional: Zara Larsson
- Revelação Nacional: Alok
- Hit Nacional: K.O., Pabllo Vittar
- Hit Internacional: Havana, Camila Cabello

Gente
- Fashionista Internacional: Kylie Jenner
- Fashionista Nacional: Marina Ruy Barbosa
- Crush Nacional: Alok
- Crush Internacional: Shawn Mendes
- Melhor Casal Real: Bruna Marquezine e Neymar
- Melhor Livro: A Rainha Vermelha, Victoria Aveyard

Cinema e TV
- Artista internacional: Gal Gadot
- Artista Nacional: Bruna Marquezine
- Filme o Ano: Extraordinário
- PdPrograma e TV: Masterchef Brasil
- Melhor série: Pretty Little Liars